# 2026年冬季奥林匹克运动会乌兹别克斯坦代表团
2026年冬季奥林匹克運動會烏茲別克代表團是烏茲別克所派出的第25届冬季奥林匹克运动会代表團，這是蘇聯解體後該國第九次參加冬季奧運。

## 高山滑雪
烏茲別克迄今已有和一名男子高山滑雪运动员通过基本配额认证。